# دورمیش‌خان شاملو

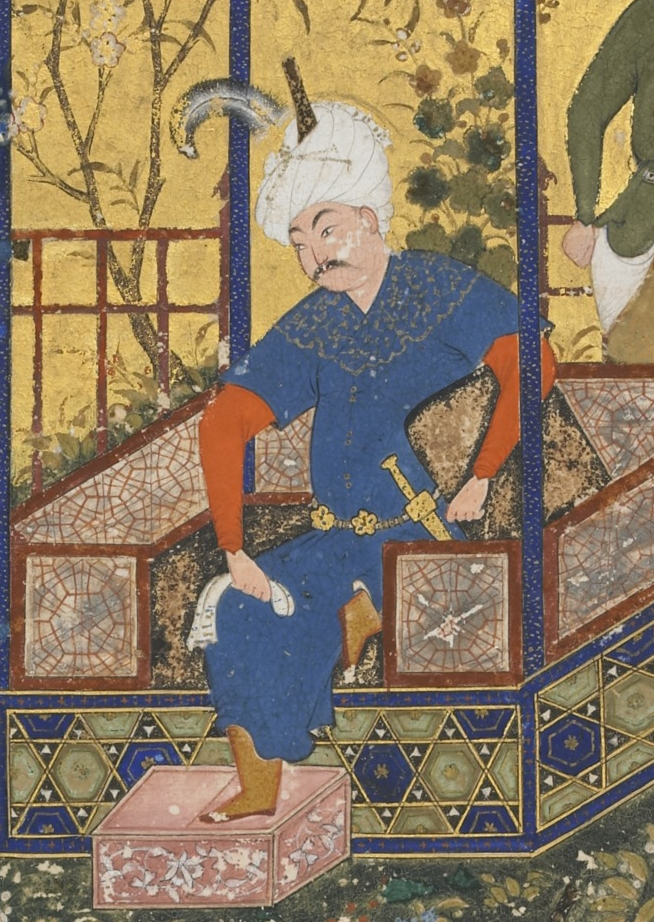
دورمیش‌خان (بر تخت نشسته). دیوان حافظ. جشن عید. نقاشی شده توسط شیخ‌زاده، ۱۵۲۴–۱۵۲۵، هرات

دورمیش‌خان شاملو از سران و امرای قزلباش طایفه شاملو در عصر شاه اسماعیل اول و شاه تهماسب بود. وی هنگامی که حاکم هرات بود للگی سام میرزا را بر عهده داشت. دورمیش‌خان شاملو در زمان شاه اسماعیل اول مقام سپهسالاری داشت. وی پدر سلطان حسین‌خان شاملو و پدربزرگ علی‌قلی‌بیگ گورکان شاملو بود. او در سال ۱۵۲۵ در هرات درگذشت.

## جنگ چالدران
یکی از دلایل شکست شاه اسماعیل یکم در برابر عثمانی، پیشنهاد دورمیش‌خان شاملو به شاه اسماعیل یکم بود، مبنی بر اینکه اجازه دهند که ارتش عثمانی آرایش دفاعی خود را تکمیل کند تا ایرانیان بتوانند به ابراز دلیری بپردازند و شاه نیز با این پیشنهاد غیرعادی موافقت کرد.